# Ambrì
Ambrì è una frazione del comune svizzero di Quinto, nel Canton Ticino (distretto di Leventina).

## Geografia fisica
Il paese si trova nell'alta Valle Leventina.

## Origini del nome
Il nome Ambrì deriva con molta probabilità dalla parola "ombra" per il fatto che il paese rimane in ombra per circa tre mesi all'anno nel periodo invernale.

## Storia
Gli insediamenti di Ambrì e Piotta furono originariamente creati sulla sponda più stabile del fiume, quella a sud. Questo fatto priva della luce del sole per circa due mesi all'anno poiché i due villaggi rimangono a bacìo ai piedi della montagna. Con la bonifica del piano di Ambrì (1910 circa) si è scelto di utilizzare il piano per uno scopo agricolo, mantenendo i due villaggi compatti contro la montagna. Con l'apertura della ferrovia del Gottardo i due paesi si sono espansi seguendone la linea e arrivando a toccarsi.

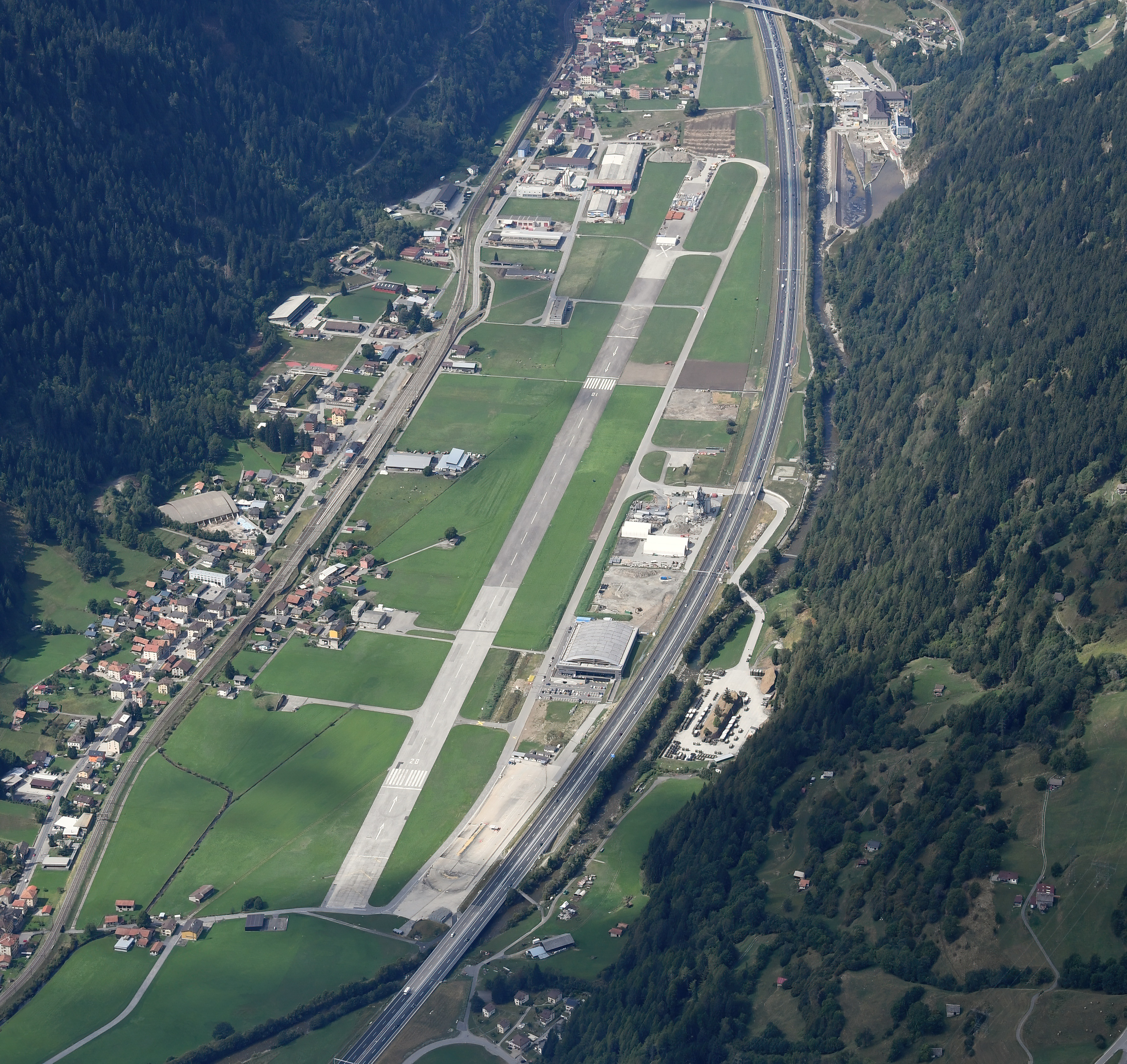
L'aeroporto di Ambrì

Un ulteriore sviluppo si ebbe durante la Seconda guerra mondiale, quando l'esercito svizzero costruì l'aeroporto di Ambrì con le sue altre infrastrutture, al centro del piano, in seguito rilevato dal comune di Quinto.